# Малий Лівадійський парк
«Малий Лівадійський» — парк-пам'ятка садово-паркового мистецтва місцевого значення, розташований неподалік від смт Ореанда Ялтинської міськради. Створений відповідно до Постанови ВР АРК № 709-3/03 від 22 жовтня 2003 року.

## Опис
Землекористувачем є СКО Пансіонат «Гліцинія», площа — 9,6 гектарів. Розташований на території пансіонату «Гліцинія» у смт Нижня Ореанда Ялтинської міськради.
Парк створений із метою охорони і збереження в природному стані унікального для Південного Криму паркового комплексу.